# Heineken Experience
Le Heineken Experience, situé à Amsterdam, aux Pays-Bas, est la brasserie historique de la bière néerlandaise produite par la société Heineken. Elle accueille aujourd'hui un musée consacré à toutes les étapes de sa production.
Cette brasserie est la première de la marque Heineken. Construite en 1867, elle est la brasserie majeure de l'entreprise jusqu'en 1988, lorsqu'un bâtiment plus moderne et plus spacieux est mis en service à la périphérie de la ville.
Elle est l'une des attractions touristiques d'Europe à avoir été distinguée[Quand ?] par un Thea Award, décerné par la Themed Entertainment Association.